# Kangerlussuaq (Qeqqata)

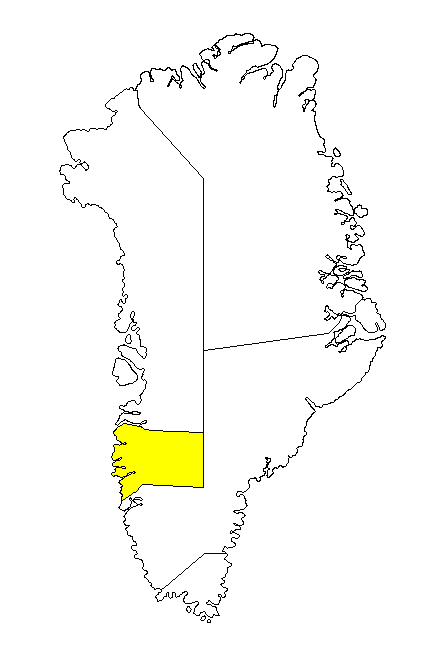
Comune di Qeqqata, dove si trova il Kangerlussuaq

Il Kangerlussuaq (o Kangerdlugssuaq o Søndre Strømfjord) è un fiordo della Groenlandia lungo più di 100 km; a metà del suo percorso taglia il Circolo polare artico e si getta a sud-ovest nello Stretto di Davis. Appartiene al comune di Qeqqata. Nel fiordo si trova la città di Kangerlussuaq e il suo importante aeroporto.